# جورج بيركنز كلينتون
جورج بيركنز كلينتون (بالإنجليزية: George Perkins Clinton) هو أخصائي فطريات أمريكي، ولد في 1867، وتوفي في 1937.